# 鋰離子聚合物電池
锂聚合物电池（英语：lithium polymer，缩写：Li-Po），又称聚合物鋰電池、聚鋰電池，屬於鋰離子電池，其電解質是膠狀或固態的聚合物。鋰聚電池通常是由多個相同的並聯子電池芯（secondary cells）來增加放電電流，或串聯多個電池包（pack）來增加電壓。
锂聚电池虽常被简称为锂电池或鋰離子電池，但从意義上並不相同。锂电池（Lithium battery）指锂原电池，內含純態的鋰金屬，只能一次性使用、不可充電續用；而鋰離子電池電解質使用液態有機溶液而非膠狀或固態的聚合物。

## 歷史

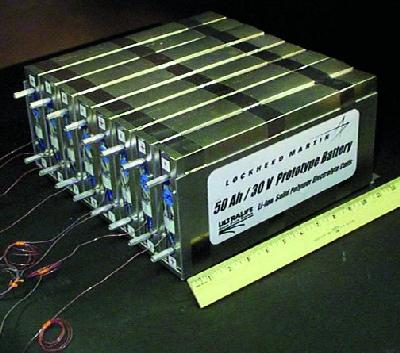
洛克希德馬丁公司為NASA製作的實驗鋰離子聚合物電池

鋰離子聚合物電池是由鋰離子電池演化而來。主要差異是電池中鋰鹽的電解質是由固態的聚合物如聚乙二醇或聚丙烯腈所攜帶、而非鋰離子電池使用的有機溶液。鋰聚電池比起鋰離子電池，具有更低的製造成本的可能性、更有彈性的包裝形狀選擇、可靠度、和耐用性的優點。而缺點是其充電電容量較小。鋰聚電池最初大約在1995年的消費性電子產品中出現。
現今生產的商用鋰聚電池是以具彈性的軟膜式的層壓包裝，與具金屬硬殼的柱狀的鋰離子電池有所不同。鋰離子電池的硬殼需要提供把絕緣體和電極固定在一起的壓力，而鋰聚包裝由於電極片和絕緣體是層疊在彼此上面而不需要這樣的壓力(大部分不需要)。由於缺少了金屬硬殼，這樣的電池包可以比硬式電池本身減少20%的重量。
鋰聚電池的電壓在2.7伏特(放完電)到大約4.23伏特(完全充電)之間變化。為了防止過充，鋰離子電池在串聯包裝的情況下，每一顆電池的電壓都要限制在4.235伏特以下。
在發展初期，鋰聚電池有高內阻的問題。其他的限制還包含了，與現有電池比起來較長的充電時間及較低的最大放電能力。2007年十二月，東芝公司發表了能更快充電的新設計，這樣的產品預計2008年五月上市時會大幅改變現有的消費性電子產品、電動工具及電動車的市場結構。更近期的發展更讓最大放電電流從原來2倍左右的容量（以安培小時為單位）進步到65甚至是90倍，反過來說也達到快速充電的目標。
鋰聚電池的壽命也較長，近年來開始宣稱電池在衰退到80%的容量前能完成1000次的重複充放循環，比鋰離子電池的300-500次要多，但強調進行100%徹底放電對電池的損耗是最大的，根據製造商的保養說明，若只放電85%每次留下一些餘量，則衰減速度會減緩，在這種使用條件下可達到5000次以上，而另外一種鋰電池「薄膜鋰電池」更有超過10,000次的循環能力。

## 原理
目前市面上有兩種已經商業化的科技都統稱為鋰離子聚合物（其中「聚合物」代表「電解質隔離聚合物」）。
電池由以下部分組成：
- 正極：LiCoO2 二氧化鋰鈷 或 LiMn2O4 四氧化鋰二錳
- 隔膜：導電電解質聚合物 (例如：聚乙二醇,PEO)
- 負極：鋰或鋰炭嵌入化合物

典型反應：(放電)
- 負極：(Carbon-Lix) → C + xLi+ + xe−
- 隔膜： Li+ 導電
- 正極： Li1−xCoO2 + xLi+ + xe−  →     LiCoO2
- 總反應：(碳-xLi+ + xe−) + Li1-xCoO2 → LiCoO2 + 碳

電解質/隔膜聚合物可以是固體聚合物，例如聚乙二醇（PEO）、加上六氟化磷酸锂（LiPF6）、或其他可導電的鹽類加上二氧化矽或其他能增強機械性質的填充材料（這樣的方式尚未商業化）。在安全性的要求下，一般電池都使用碳嵌入鋰的方式作為電池負極，除了例如 Avestor (與 Batscap 合併之後)的某些製造商使用金屬態的鋰當負極（稱為鋰金屬聚合物電池）。
這兩種商業化的電池都是將膠狀溶劑和鹽類如碳酸乙烯酯(EC)/碳酸二甲酯(DMC)/碳酸二乙酯(DEC)塗在聚偏氟乙烯(PVdF)聚合上。不同之處在於（Bellcore/Telcordia 的技術）使用鋰錳酸鹽(LiMn2O4)當正極；而傳統方式則是使用鈷鋰氧化物(LiCoO2)。
雖然商業上尚未普及，但有其他不同的鋰聚電池也在正極使用聚合物。例如：Moltech 正在發展的，以導電塑膠及碳-硫化合物製成的正極。不過到2005年為止，這種技術似乎有自放的問題同時生產成本也過高。
其他的方法包含使用含硫有機化合物和導電聚合物作為正極，例如聚苯胺。這種方式能做出很好高放電能力，包含低內阻和高放電容量，但存在循環次數不足及成本過高問題。

## 應用
鋰聚最有競爭力的特色是，鋰聚電池幾乎可以說是能被做成各種形狀。這樣的特色使他在追求輕薄短小的手機製造業中佔有一席之地。
氣槍玩家也逐漸改用使用鋰聚電池的電槍，因為鋰聚不但能自由塑形，還能提供更高的出彈速率。

### 遙控模型

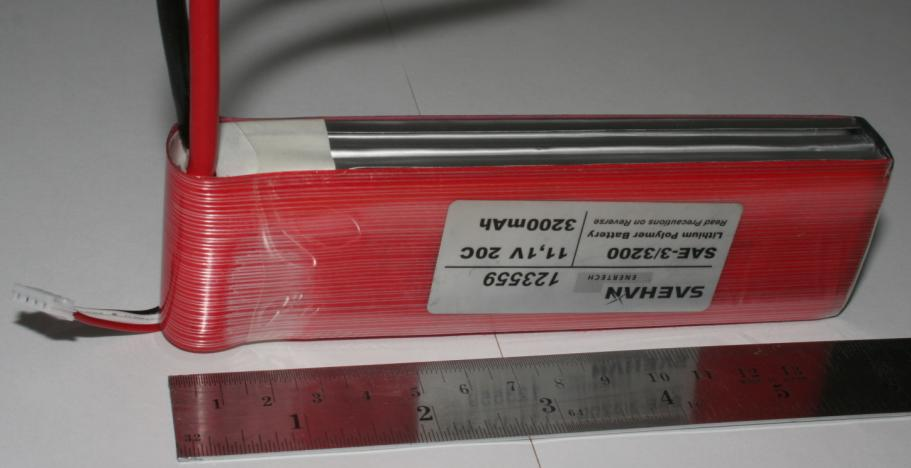
遙控模型用的3電池芯(3S)的鋰聚電池

因為其低重量、高放電、和低廉的價格，使鋰聚電池在遙控飛機、遙控車和大型火車模型的領域中廣泛地受到歡迎。低電壓切斷(LVC,low voltage cutoff)使每一顆電池芯在負載的情況下都保持在3.2V以上(一般來說)。在2013年初，鋰聚電池已經被廣泛的應用，一般普遍較低放電能力的電池(45C連續放電，90C瞬間最大放電)已經非常普遍，而最好的甚至已經能再有250個充放循環下達到5~15C的充電能力，及65C的連續放電，和130C的瞬間放電能力。

### 隨身電子產品
鋰聚電池同樣在PDA、筆記型電腦和手機領域中占有重要定位，微型GPS追蹤裝置也靠鋰離子電池提供數天到數周的充電週期。鋰聚同樣也被用在小型可攜式媒體播放器、平板電腦及電動的無線控制器。鋰聚電池也在電子香菸界受到歡迎。凡是需要小體積、高能量密度、低價考量的狀況下都是鋰聚電池的應用場景。

### 電動車
這種電池同樣也推動了次世代的電動車。目前電動車的價格遠高於一般汽油車，但隨著產量及科技的發展，鋰聚電池的價格也會跟著下降現代汽車在他們的油電混合車上使用這種電池。在2010年十月26日，純鋰聚驅動的Audi A2創下在一次充電中行駛600公里的紀錄。從2011年開始，超過百萬瓦的鋰聚電池已經協助創下多次直線加速賽的世界紀錄。

## 使用

### 充電
鋰聚電池的充電要很小心。基本的概念是，首先先以定電流充到每個電池芯都是 4.2 V。然後充電器必須切換成定電壓模式，隨著充電電流的減少，充電器必須使電池芯維持在 4.2 V，直到電流小到某個初始充電電流的比例時停止充電。有些製造商把規格定在初始電流的 2%-3%，雖然其他的數值也是可以的，不過對電池容量的差異很小。
平衡充電則代表充電器會監控每個電池芯，並使每個電池芯都充到相同的電壓。
對鋰電池不建議使用涓流充電法。大部分的製造商都把電池芯的最大最小電壓定在4.23V 和3.0V ，任何一個電池芯超出這個範圍都可能會影響整體電池的能力。
大部分好的鋰聚充電器，也使用在時間到時(通常是90分鐘)自動停止充電的充電計時器作為安全裝置。
高達15C(也就是充電電流為15倍的電池容量，大概4分鐘的充電)充電率的鋰聚電池在2013年初的時候，由新種的纳米線鋰聚電池達成。

### 放電
同樣的，高達70C的連續放電(電流為70倍的電池容量)及140C的瞬間放電也在2013年中實現 (見上方“遙控模型”段落)。這兩種放電的 “C數” 標準都預期會隨著奈米鋰聚電池技術成熟而增加。使用者也同樣會繼續增進他們的使用，緊逼這些高性能锂聚電池的極限。

### 限制
- 所有的鋰離子電池都具有很高的電量狀態(SOC)，可能導致層分離、壽命減低和效能降低的問題。在硬式電池中，硬殼能防止極層分離，但是軟包裝的鋰聚電池包本身沒有這樣的壓力。為了維持表現，電池本身需要外殼來保持原來的形狀。
- 鋰聚電池過熱可能導致膨脹或起火。
- 在負載放電時，當任何電池芯(串聯情況下)低於2.9伏特時都應該立即停止負載供電，不然將導致電池沒辦法回到完全充電的狀態。或造成日後在負載供電時會大幅的壓降(內阻升高)。這個問題可以透過與電池串連的晶片來防止電池過充與過放。
- 與鋰離子電池比起來，鋰聚電池的充放循環壽命比較不那麼具競爭力。
- 為了防止爆炸與起火，充電時鋰聚電池需使用專為鋰聚設計的充電器。
- 若直接把電池短路或短時間內通過極大電流也可能導致爆炸。特別是在有大電量需求的遙控模型玩家都會謹慎注意連接點和絕緣。電池遭到穿孔時也可能起火[11]。
- 充電時要採用專門的充電器來使每顆子電池芯平均的充電。這也導致成本的增加。

### 延長多芯電池使用壽命
長時間要保存電池時，需把電池芯電壓充放至3.8伏特保存，至少每一個月對電池進行充放電一次，確保電池活性。
在電池包有兩種不匹配的方式：比較常見的電量狀態 (SOC，電池容量的百分比）的不匹配以及容量/能量（C/E）的不匹配。這兩者皆會使電池包的容量（mA·h）被最弱的電池芯限制住。在電池串聯或並聯的情況下，前級類比端(AFE)能消除電池間的不匹配，大幅增進電池效率和整體容量。電池不匹配的可能性隨著電池芯的數量及負載電流的增加而上升。
當電池包中的池芯符合以下兩個條件時，稱為平衡的電池：
- 如果所有的電池芯都有同樣的容量，當他們具有同樣的相對電量狀態（SOC）時，稱謂平衡。開迴路電壓（OCV）在這種種況下是很好的 SOC 指標。如果把一個不平衡的電池包裡面所有的電池芯，都分別充電到完全充電狀態(此時即為平衡)，則接下來的充放循環也隨之回復正常而不需要額外的調整。
- 如果電池芯之間有不同的容量時，仍然把所有電池芯具有相同 SOC 的狀態稱為平衡。由於 SOC 是相對的量測值（該池芯的剩餘放電百分比），每個電池芯剩餘的絕對容量則是不同的，電池芯在充放循環中為了使不同容量的電池芯之間保持相同的 SOC，平衡器要提供串聯的不同電池芯間不同的電流。

## 外部連結
- Electropaedia on Lithium Battery Manufacturing （页面存档备份，存于）
- Electropaedia on Lithium Battery Failures （页面存档备份，存于）
- Designing Multi-Cell Li-ion Battery Packs Using the ISL9208 Analog Front End.
- AT＆T要更換17,000個電池 （页面存档备份，存于） （英文）
- ProtoTalk.net - 鋰離子聚合物電池 (Lipo) 指南 （英文）
- ThunderPower's Safety Warnings
- Proper R/C Li-Po Battery Disposal （页面存档备份，存于）